# Réforme De' Stefani

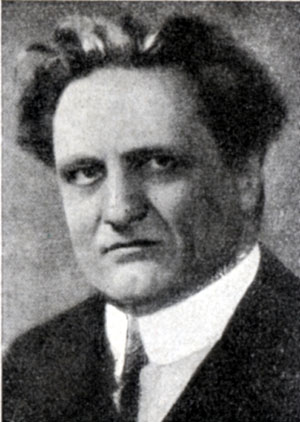
Le ministre Alberto de' Stefani

Les réformes dites « De' Stefani », du nom du ministre des Finances du gouvernement Mussolini, Alberto de' Stefani, qui les a rédigées et mises en œuvre en 1923, étaient des réformes libérales inscrites dans la première phase du fascisme (novembre 1922 et 1923). 

## Les réformes
Les réformes avaient pour objectif:
1. la fusion ou l'amalgame d'un certain nombre de ministères connexes : par exemple, les ministères économiques ont été organisés en un seul ministère de l'économie nationale ; deux ministères financiers ont été réduits à un seul ministère des Finances ; les Postes et Télégraphes, le Commissariat à la marine marchande et le Commissariat extraordinaire aux chemins de fer ont été fusionnés dans le nouveau ministère des Communications et placés à la tête de trois entreprises autonomes: Postes et Télégraphes, Téléphonie interurbaine et Chemins de fer.
2. l'élimination de ce que l'on appelle les "pièges de la guerre" avec la suppression des petits ministères qui étaient apparus pendant la Première Guerre mondiale.
3. la démobilisation administrative, c'est-à-dire la purge (terme politique pas forcément péjoratif) du personnel exorbitant, suivie à partir de 1926 par le blocage répété chaque année du recrutement des ministères[3].
4. le déplacement des services comptables centraux des ministères sous le contrôle hiérarchique de carrière de la Comptabilité générale de l'État (Ragioneria generale dello Stato).
5. la réforme de l'ordre hiérarchique des administrations sur le modèle militaire et nouvelle loi sur le statut juridique des employés afin de repousser la "contagion" avec la relation de travail privée ; rigidification des carrières en trois groupes (A,B,C) et treize grades hiérarchiques.
6. confier l'ensemble de la matière des emplois publics à la compétence exclusive du Conseil d'État.

Cette réforme, bien que résultant du gouvernement fasciste, partageait une vision traditionnelle, presque du XIXe siècle, de la bureaucratie avec une sorte d'autoritarisme fait sien par le fascisme mais partagé dans le système de valeurs répandu dans la société bien avant le fascisme lui-même.
Paradoxalement, la bureaucratie plus traditionnelle, en dépit de cette réforme ouvertement anti-bureaucratique, n'en est pas sortie vaincue mais renforcée.